# Joseph-Balthazar Silvestre
Pour les articles homonymes, voir Silvestre.
Joseph-Balthazar Silvestre (1791-1869) est un paléographe, calligraphe et peintre miniaturiste.

## Biographie
Né à Avignon le 21 août 1791, il a été maître d’écriture des fils de Louis-Philippe Ier.
Il a travaillé avec Jacques-Joseph Champollion dit Champollion-Figeac à l’édition de la Paléographie universelle. Cet ouvrage, entrepris depuis 1831 environ, fut pour lui l’occasion de plusieurs voyages pour y copier des pages de manuscrits anciens, entre autres en Italie.
En 1870, peu après sa mort, sa collection de 12000 portraits gravés de personnages historiques est acquise pour la somme de 3000 francs par le Musée Calvet à Avignon ; elle est maintenant à la Bibliothèque municipale Livrée Ceccano.
Un portrait de lui par Alphonse Muraton (1824-1911) figure au Musée Calvet d’Avignon.

## Œuvre

### Œuvres imprimées

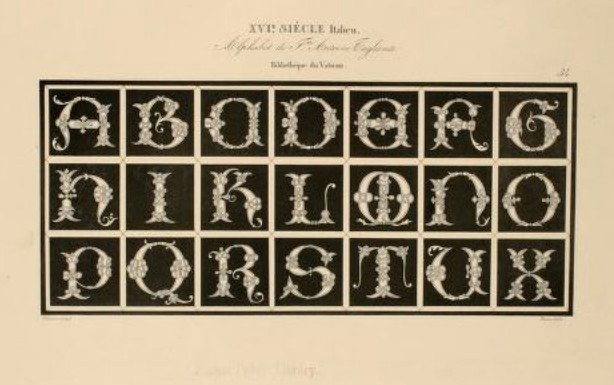
Un des alphabets décoratifs du recueil de 1843.

- Paléographie universelle. Collection de fac similé d'écritures de tous les peuples et de tous les temps, tirée des plus authentiques documens de l’art graphique, chartes et manuscrits existans dans les archives et les bibliothèques de France, d’Italie, d’Allemagne et d’Angleterre, publiés d’après des modèles écrits, dessinés et peints sur les lieux par M. Silvestre, professeur de calligraphie de LL. AA. RR. les enfans du roi, et accompagnés d'explications historiques et descriptives par MM. Champollion-Figeac et Aimé Champollion fils. Paris : imp. de F. Didot frères, 1841. 4 vol. grand 2°.

Publié en anglais dès 1849 : Universal bibliography, or fac-similes of writings of all natiosn and periods... by J.B. Silvestre... by Champollion-Figeac and Aimé Champollion... London : H. G. Bohn, 1849. Le manuscrit préparatoire de cet ouvrage est conservé à Chantilly, Bibliothèque du Musée Condé : Ms. 413. 2 vol. de 154 et 206 f.
- Evangelia Slavice quibus olim in regum Francorum oleo sacro inungendorum solemnibus uti solebat ecclesia Remensis ; vulgo, Texte du sacre. Ad exemplaris similitudinem descripsit et edidit J. B. Silvestre ; evangelia Latine vertit eandemque interpretationem Latinam e regione adjecit B. Kopitar. Paris : 1843.

Il s’agit d’une copie de l’Évangéliaire slave de Reims, dit « Texte du sacre » (XIVe siècle), faite aux frais du tsar Nicolas Ier de Russie. Le texte est partie en cyrillique, partie en glagolitique. Il servait au couronnement des rois de France. En collaboration avec Bartholomäus Kopitar (1780-1844).
- Alphabet-Album : collection de soixante feuilles d’alphabets historiés et fleuronnée tirés des principales bibliothèques de l’Europe ou composés par Silvestre, professeur de calligraphie des princes. Paris : gravés par Girault, 1843. Cat. Destailleur n° 836.

Cet album contient un alphabet anthropomorphique assez connu, dessiné en 1834, qui semble avoir été inspiré par un alphabet semblable dessiné par l’artiste allemand Peter Flötner (+ 1546) et gravé par Martin Weygel en 1560 à Augsburg. Cet alphabet de Silvestre a été réédité sous forme électronique par la société Character sous le nom de Silvestre Bodies.
(en ligne sur Archive.org)

### Œuvres manuscrites
- Le recueil d’Avignon[3] contient trois exemples de sa main. 1 : « Allemande ». 2 : Calendrier perpétuel, 1833. 3 : titre de son volume Les Écritures françaises et anglaises. 4 : affiche pour des cours et leçons particulières en ville, 1833.